# Hans-Jörg Blondiau

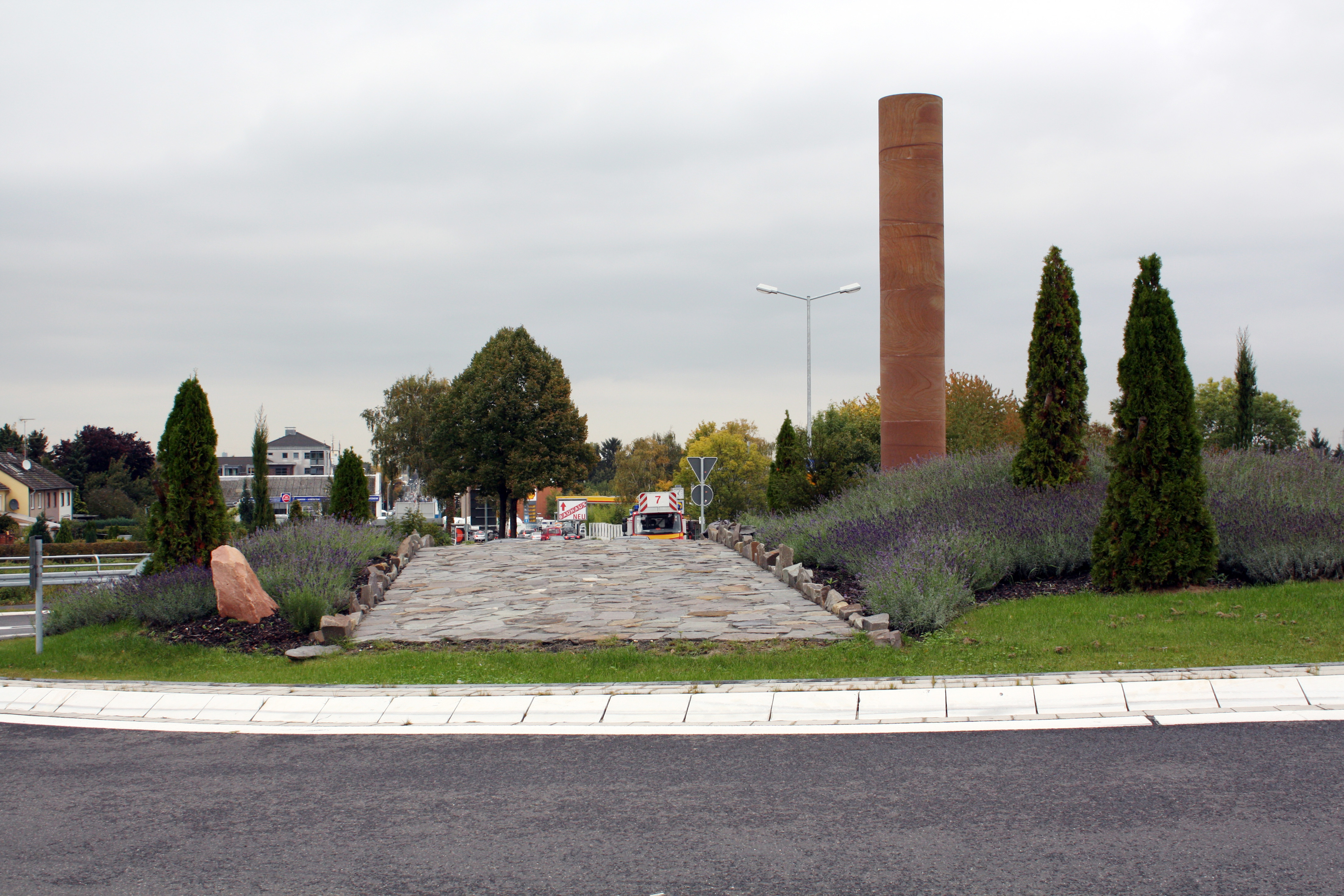
Kreisel an der Luxemburger Straße in Hermülheim. Aufbau der Stele als nachempfundener Leugenstein durch Blondiau, nach Entwürfen des Landschaftsplaners Reinhold Mengel.

Hans-Jörg Blondiau (* 1959 in Brühl) ist ein deutscher Steinmetz, Bildhauer und geschäftsführender Betreiber eines Programmkinos.

## Leben
Blondiau wurde als Sohn eines Steinmetzen in Brühl geboren. Nach Schule und einer Steinmetzlehre außerhalb des elterlichen Betriebes im benachbarten Bonn, verbrachte er nach Ableisten des Zivildienstes seine Gesellenzeit im elterlichen Betrieb, der bereits seit 1892 besteht und den er in den 1990er Jahren nach Absolvierung des Meisterlehrganges für Steinmetzen und Steinbildhauer an der Meisterschule in Aschaffenburg in vierter Generation übernahm.

## Gesellschaftliches Engagement
Blondiau ist kulturell interessiert und engagiert. So gehörte er 1986 zu den Gründungsmitgliedern des Vereins ZOOM, der sich für ein kulturell anspruchsvolles Kinoprogramm einsetzt. Seit 1996 findet dieses im Brühler Rathauskeller mit 65 Sitzplätzen und als Open-Air-Kino im Sommer im Rathausinnenhof statt und wurde, seit dem Blondiau den Vorsitz innehat, vielfach ausgezeichnet. Im Sommer 2013 erreichte der Verein 1111 Mitglieder, die auch aus den Nachbarstädten Hürth und Wesseling kommen. Das Zoom gehört der Arbeitsgemeinschaft Kino – Gilde deutscher Filmkunsttheater an. 1995 bis 2009 wurde darüber hinaus in der über 100 Jahre alten Werkstatt seines Steinmetzbetriebes ein Werkstattfestival veranstaltet. Auch gehörte Blondiau zeitweise dem Stadtrat und dem Kulturausschuss des Rates seiner Heimatstadt an.
Für 2016 wurde Blondiau in die Jury für den Preis der Gilde Deutscher Filmkunsttheater der Berliner Internationalen Filmfestspiele berufen.